# Paul Bremer
Pour les articles homonymes, voir Bremer.
Paul Bremer, né le 30 septembre 1941 à Simsbury (Connecticut), est un diplomate américain, dirigeant de facto de l'Irak du 12 mai 2003 au 28 juin 2004.
Diplomate de formation, il est nommé administrateur de l'Irak par George W. Bush, à la suite de l'invasion de ce pays par les États-Unis en 2003. Il est investi des pouvoirs législatif, exécutif et judiciaire et évince rapidement le général Jay Garner. Sa politique vise à conduire la débaasification de l'Irak et apporter la démocratie après la chute de Saddam Hussein.
Le 28 juin 2004, contesté tant sur le plan intérieur qu'au niveau international, il transfère ses pouvoirs au cheikh Ghazi Machal Ajil al-Yawer, puis quitte le pays. Certains observateurs reconnaissent en lui un administrateur prudent, tandis que ses détracteurs l'accusent d'avoir mené l'Irak à la guerre civile.

## Biographie

### Jeunesse
Lewis Paul Bremer III naît le 30 septembre 1941 à Simsbury, près de Hartford, dans le Connecticut. Il est le fils de Lewis Paul Bremer Jr., ancien président de la branche américaine de Parfums Christian Dior, et de Nina Struthers. Il est parfois surnommé Jerry Bremer, en raison de sa naissance le jour de la Saint Jérôme.
Durant sa jeunesse, Bremer fréquente la Phillips Academy. Il obtient un bachelor en business administration (BBA) à l'université Yale en 1963. Il décide alors de s'installer temporairement en France, et rejoint l'Institut d'études politiques de Paris, qu'il décrit comme « quelque peu décevant » : « Il y avait pas mal de politique. Je ne me suis pas impliqué. A cette époque, les syndicats français étaient plutôt bien contrôlés par les communistes ». Il en sort diplômé d'un certificat d'études politiques l'année suivante.
En 1964, il retourne aux États-Unis et obtient un master en business administration (MBA) à la Harvard Business School en 1967.

### Carrière

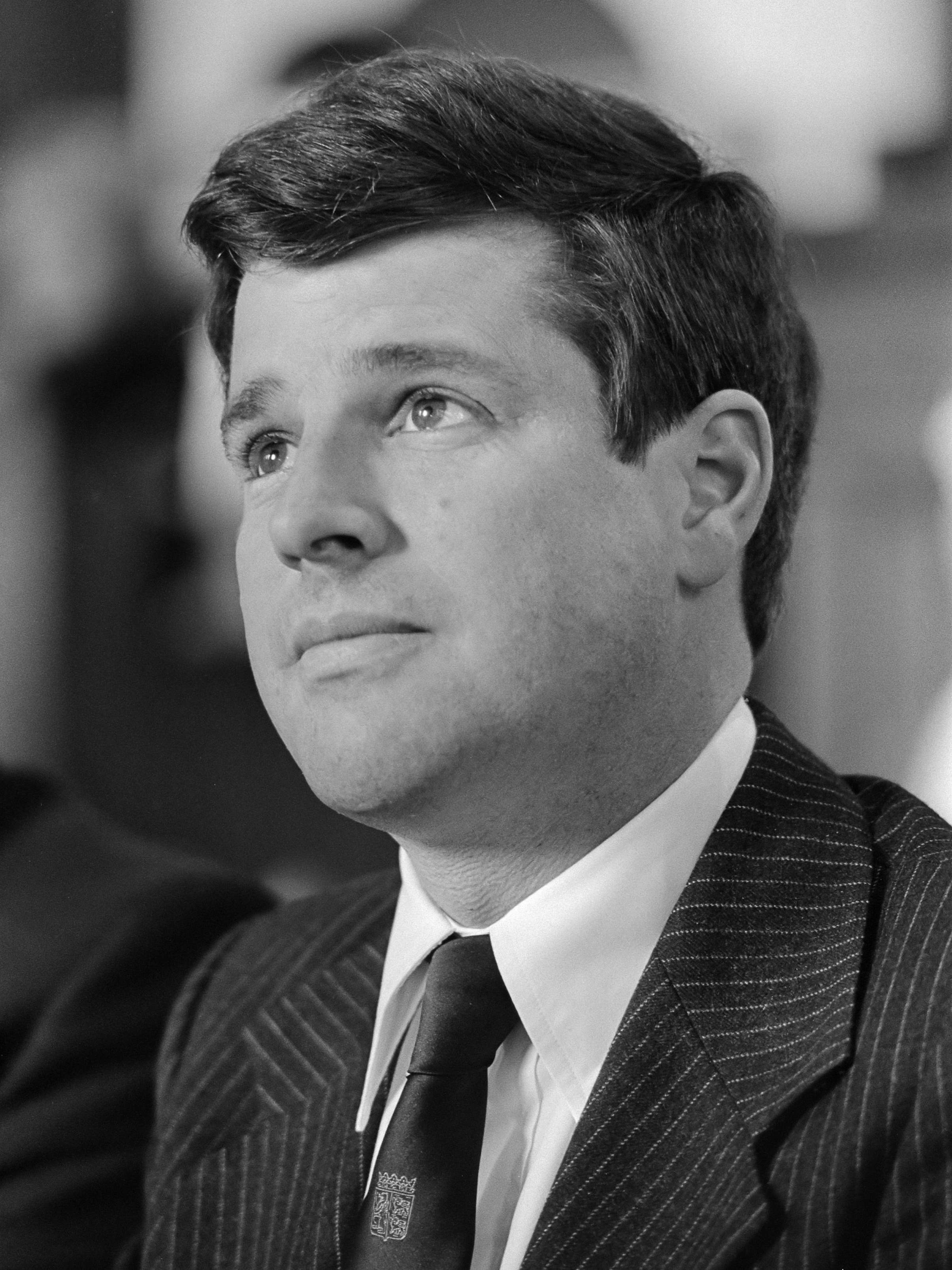
Paul Bremer en 1983.

En 1967, à sa sortie d'école de commerce, il entre au service extérieur des États-Unis. Il est d'abord affecté comme officier à l'ambassade des États-Unis en Afghanistan, à Kaboul. Il sert ensuite comme officier économique à Blantyre, au Malawi, de 1968 à 1971.
Pendant les années 1970, Bremer occupe différents postes au département d'État des États-Unis : il est en particulier l'assistant d'Henry Kissinger entre 1972 et 1976. Chef de mission à Oslo de 1976 à 1979, il retourne ensuite aux États-Unis, où il devient secrétaire exécutif (adjoint) auprès du secrétaire d'État Alexander Haig entre 1979 et 1981. Ronald Reagan le nomme ambassadeur aux Pays-Bas en 1983, puis ambassadeur pour l'antiterrorisme en 1986,,.
Il quitte le département d'État en 1989 et devient directeur de Kissinger Associates, société de conseil active dans le monde entier et fondée par Henry Kissinger. Il est ensuite nommé président-directeur général de Marsh Crisis Consultant, une filiale de l'entreprise de gestion des risques Marsh & McLennan Companies, jusqu'en 2003.
En 1999, il est nommé président de la commission nationale sur le terrorisme par Dennis Hastert, qui publie son rapport en juin 2000. À la fin 2001, il est nommé codirecteur, avec l'ancien procureur général Edwin Meese, du groupe de travail sur la sécurité intérieure de l'Heritage Foundation qui pose les principes du futur département de la Sécurité intérieure. En effet, pendant deux décennies, Bremer a régulièrement été auditionné par le Congrès, et est reconnu comme l'un des plus éminents spécialistes américains du terrorisme et de la sécurité intérieure.

### Administrateur de l'Irak

#### Arrivée à Bagdad
Le 6 mai 2003, le président américain George W. Bush annonce la nomination de Paul Bremer comme envoyé présidentiel en Irak et administrateur civil en chef, sous l'autorité directe du secrétaire à la Défense Donald Rumsfeld. Il est chargé à ce titre de superviser les actions du général Jay Garner, en poste depuis l'invasion de l'Irak par les États-Unis en 2003, et critiqué pour la lenteur du processus de retour à la normale en Irak.

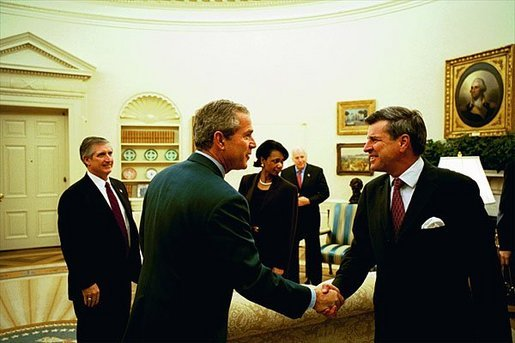
Paul Bremer reçu par George W. Bush à la Maison-Blanche en 2003.

Finalement, le 12 mai 2003, le général Garner est renvoyé à Washington tandis que Paul Bremer arrive à Bagdad, le laissant seul maître de l'Autorité provisoire de la coalition, qui assume le rôle de nouveau gouvernement en Irak. Ce congédiement rapide d'un général au profit d'un administrateur civil est perçu comme une victoire du département d'État sur le Pentagone. Le New York Times décrit ses fonctions comme formant « le poste étranger le plus puissant occupé par un Américain depuis le général Douglas MacArthur au Japon », à la fin de la Seconde Guerre mondiale. Lui-même se décrit comme « la seule figure d'autorité suprême – autre que le dictateur Saddam Hussein – que la plupart des Irakiens aient jamais connue ».
Le jour de son arrivée ont lieu les attentats de Riyad, en Arabie saoudite, qui causent la mort de 39 personnes. Cela pousse Paul Bremer à annuler sa toute première conférence de presse à Bagdad.

#### Premières décisions
Dès les premiers jours, Paul Bremer gouverne par décrets et ordonnances, et promet de « débarrasser ce pays des baasistes ». La première ordonnance, intitulée Débaasification de la société irakienne, entre en vigueur le 16 mai 2003. Elle dissout le parti Baas irakien et interdit à ses anciens membres l'accès à des postes de responsabilité dans le pays, ce qui aurait pour conséquence de provoquer une purge de 15 000 à 30 000 personnes. En réalité, certains anciens membres du parti sont finalement autorisés à conserver leur poste.

Sceau de l'Autorité provisoire de la coalition.

Le 23 mai 2003, Paul Bremer signe son second décret, Dissolution des entités. Il a pour conséquence de dissoudre avec effet immédiat plusieurs institutions irakiennes, comme les Forces armées, la Marine, la Force aérienne, la Garde républicaine, l'organisation paramilitaire Fedayin Saddam, ou encore le Comité national olympique. La mesure met jusqu'à 400 000 Irakiens au chômage, et est parfois considérée comme la plus grande erreur de la Coalition au cours des premiers mois d'occupation. Des dizaines de milliers d'anciens membres de l'armée rejoignent des milices, ce qui sera notamment une cause directe de l'avènement du groupe État islamique.
Le mois suivant, Paul Bremer annonce la création d'une Nouvelle Armée irakienne, d'abord composée de neuf bataillons de 1 000 hommes chacun. Le recrutement et la formation des soldats est confiée à une entreprise américaine, filiale du constructeur aéronautique Northrop Grumman.

#### Refondation des institutions
Pour calmer les contestations populaires, Paul Bremer parraine le 13 juillet 2003 la création d'un conseil de gouvernement. Bien que d'importants pouvoirs soient transférés à ce conseil, notamment la supervision du budget et la sélection des ministres et représentants diplomatiques irakiens, Bremer conserve un droit de veto sur ses propositions. Le conseil est composé de 25 membres, dont une grande part de figures chiites et kurdes.
Bremer déclare en novembre que l'occupation du pays est prévue pour prendre fin le 30 juin 2004, mais que des troupes pourraient rester sur demande des Irakiens. Dans le même temps, il lance un processus de mise au point d'une Loi fondamentale, capable de régir l’Irak durant la période intérimaire jusqu’au vote d'une Constitution fin 2005.
Le jour de la visite du secrétaire américain à la Défense, Donald Rumsfeld, le 6 décembre 2003, Paul Bremer échappe à une tentative d'assassinat. Alors que son convoi sort de l'aéroport international de Bagdad, son véhicule percute un engin explosif et essuie des tirs.

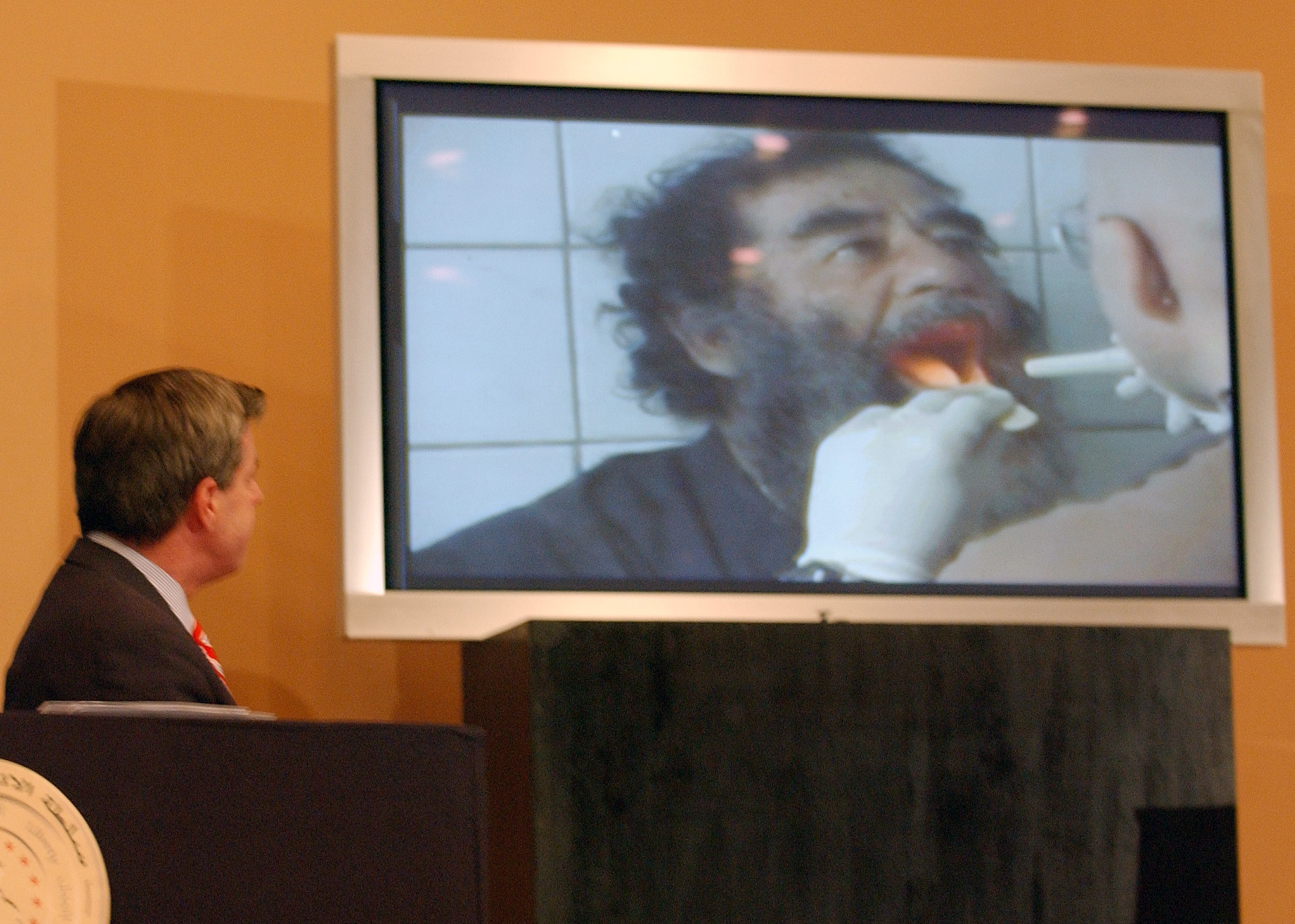
Paul Bremer présente des images de Saddam Hussein après sa capture, le 13 décembre 2003.

Le 10 décembre 2003, Paul Bremer officialise la création d'un Tribunal spécial irakien, en vue de pouvoir juger l'ancien dictateur Saddam Hussein,. Trois jours plus tard, ce dernier est effectivement capturé au sud de Tikrit. Bremer annonce la nouvelle lors d'une conférence de presse à Bagdad, avec une formule devenue célèbre : « Mesdames et messieurs, nous l'avons eu ! » (« Ladies and gentlemen, we got him ! »).
En mars 2004, Bremer avalise la promulgation de la Loi fondamentale irakienne, composée de 63 articles. Il avait auparavant menacé d'opposer son veto à toute formule préjudiciable aux droits des minorités, notamment chrétiennes. Cependant, le sixième article de la loi, selon lequel « l’islam est la religion officielle de l’Etat et représente une source principale de la législation », est sujet à controverses et fait craindre une instrumentalisation par les islamistes.

#### Montée des contestations
Le 28 mars 2004, Paul Bremer fait suspendre pendant soixante jours la publication du journal hebdomadaire Al Hawza, contrôlé par le chef radical chiite Moqtada al-Sadr, depuis Sadr City. Le journal est accusé d'inciter à la violence contre l'Autorité provisoire de la coalition, et de propager de fausses informations, telles qu'un article intitulé « Bremer marche sur les traces de Saddam. ». Quelques heures après l'annonce de la suspension, plusieurs milliers d'Irakiens se réunissent devant ses locaux en scandant des slogans reprenant cette comparaison.
Des insurgés sunnites tendent une embuscade et tuent quatre agents de la société militaire privée Blackwater, qui traversaient la ville de Falloujah le 31 mars. Quelques heures après l’attaque, des images de leurs corps profanés sont diffusées. Paul Bremer donne l'ordre d'envahir militairement la ville dans les jours à venir, malgré les protestations de l'état-major.
Le 4 avril 2004, des centaines de miliciens chiites prennent d'assaut la ville de Najaf. Ce jour marque ainsi le déclenchement simultané de trois opérations militaires notables : le siège de Sadr City, la bataille de Falloujah, et la bataille de Najaf,. Durant cette dernière, les affrontements visent principalement une base militaire espagnole, et prennent fin après une journée. L'armée américaine se retire de Falloujah le 1er mai, ayant subi 27 morts ; 900 Irakiens ont été tués, avec parmi eux environ 600 civils, dont 300 seraient des femmes et des enfants. Paul Bremer déclare Moqtada al-Sadr hors-la-loi, et réagit également en rétablissant un ministère irakien de la Défense, dissous depuis sa deuxième ordonnance.

#### Transfert des pouvoirs et départ

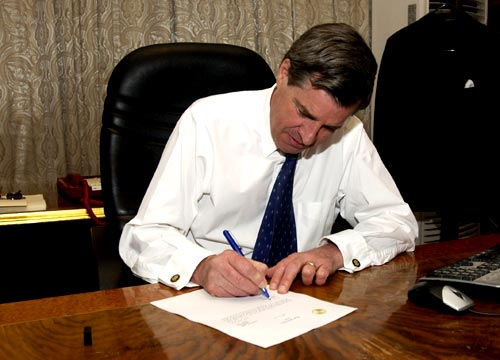
Signature du document de transfert de souveraineté au gouvernement intérimaire irakien le 28 juin 2004 par Paul Bremer.

Le Pentagone américain éprouve de plus en plus de méfiance envers les capacités de Paul Bremer. Selon eux, il existe une inadéquation grandissante entre ce que les soldats américains sont censés faire en Irak, et ce qui est accompli dans le domaine politique.
L'Organisation des Nations unies missionne en Irak un envoyé spécial, Lakhdar Brahimi. Le 3 juin, celui-ci se montre extrêmement critique envers l'exercice du pouvoir par Paul Bremer : « Bremer est le dictateur de l’Irak, et je suis sûr qu’il ne m’en voudra pas de le dire. Il a l’argent, il a la signature, rien ne se passe dans ce pays sans son accord ». L'envoyé spécial dénonce des pressions exercées à son encontre pendant sa visite à Bagdad. L'accusation de dictature est reprise par les médias, qui surnomment également Paul Bremer, de manière plus sarcastique, Saddam Bremer, ou encore le Vice-roi,.
Le 24 juin 2004, Paul Bremer signe l'un de ses derniers décrets, qui accorde l'immunité à tous les Américains face aux potentielles poursuites judiciaires irakiennes,. Le 28 juin, il transfère également la souveraineté au Gouvernement intérimaire irakien, présidé par le cheikh Ghazi Machal Ajil al-Yawer, et lui confie 97 ordonnances chargées d'encadrer durant des années ses activités. À la suite de quoi, il quitte définitivement l'Irak, deux jours avant la date prévue. Seul l'homme politique kurde Barham Salih l'accompagne à son embarquement.

### Convocation à la Commission de contrôle

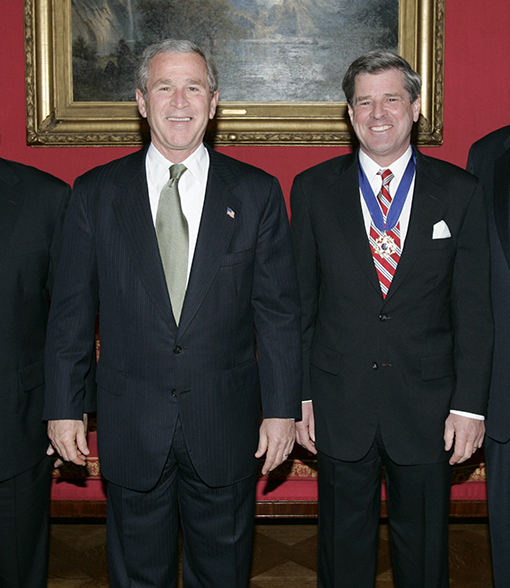
George W. Bush et Paul Bremer lors de la remise de la Médaille présidentielle de la Liberté, le 14 décembre 2004.

Pour ses activités en Irak, George W. Bush décore Paul Bremer de la Médaille présidentielle de la Liberté en décembre 2004.
En 2005, des rapports d'audit signalent la disparition, sans trace, de 8,8 milliards de dollars ayant transité sous l'administration de Paul Bremer en Irak. Le magazine Time évoque des fraudes, des pots-de-vin et des détournements de fonds ayant eu lieu sous Bremer. Ce dernier répond par une lettre de huit pages qui nie les accusations.
Le 6 février 2007 s'ouvre une commission de contrôle et de réforme du gouvernement, au sujet de la fraude en Irak. La commission épingle la mauvaise utilisation des fonds, surtout en zone de conflit. Ainsi, entre mai 2003 et juin 2004, l'administration de Paul Bremer reçoit par avion 281 millions de billets, soit 363 tonnes d'argent liquide, de la part de la Federal Reserve Bank of New York. Bremer indique qu'il ignore ce qu'était devenu ensuite l'argent qui avait été remis aux différents ministères irakiens. Certains fonds pourraient avoir enrichi des insurgés qui combattent les États-Unis. En 2014, un milliard de dollars de ces fonds perdus est retrouvé caché dans un bunker au Liban,.

### Retrait de la vie publique
Paul Bremer décide de se retirer de la vie publique. En 2018, il est moniteur de ski à plein temps dans le Vermont,.
Il devient un mème Internet célèbre lorsque des internautes reprennent des images d'archives de son annonce de la capture de Saddam Hussein, associées à la musique « Baby I'm Yours » de Breakbot, ou des danses Fortnite,.

## Vie privée
Marié à Frances Winfield, avec qui il a une fille et un garçon, il parle, outre l'anglais, le français, le norvégien, le persan et l'allemand.